# Двір Ценських
Двір Ценських (пол. Dwór Cieńskich w Oknie) — садиба польської шляхетської родини Ценських у селі Вікні Городенківського раойну Івано-Франківської області, Україна.